# Marina del Rey
Marina del Rey è una città dell'area municipale di Los Angeles situata lungo la costa a sud del quartiere di Venice e prevalentemente costituita da abitazioni residenziali (8 000 abitanti).
- Nella baia di Marina del Rey si trova il più grande porto per piccole imbarcazioni del mondo con una capienza di circa 7 000 unità.
- A Marina del Rey ha sede l'Internet Assigned Numbers Authority (IANA), l'organizzazione che ha la responsabilità nell'assegnazione degli indirizzi IP.[senza fonte]